# Rinoplastia
Rinoplastia é uma cirurgia realizada na estrutura nasal para melhorar a estética ou a respiração do indivíduo. Serve para correção de deformidades traumáticas ou naturais e ainda para corrigir disfunções. Pode ser associada a uma mentoplastia, para o resultado harmonizar as formas do rosto.
A rinoplastia moderna visa reestruturar o nariz, tratando suas deformidades, pela redução das estruturas osteocartilaginosas (rinoplastia de redução) ou pela inclusão de enxertos osteocartilaginosos (rinoplastia de aumento).[carece de fontes?]

## Estruturas tratáveis durante a rinoplastia

### Dorso
O dorso nasal pode ser abaixado com escopro ou aumentado com enxerto (osso, cartilagem) ou material sintético, como silicone. A fratura do nariz objetiva tratar dorso nasal largo, e é realizada baixa, ao longo da maxila e parede lateral do osso nasal, seguida de manobra de aperto com os dedos, aproximando as paredes nasais medialmente.

### Ponta
Pode ser afinada, retirando-se uma parte das cartilagens alares que a compõem, ou através de pontos internos. Enxertos cartilaginosos também podem ser aplicados às pontas que necessitam de maior definição. Técnicas para se elevar a ponta do nariz podem incluir: secção do ligamento dermocartilaginoso, encurtamento do septo nasal ou enxerto de cartilagem.

### Narinas
Podem ser fechadas com incisão em sua parte inferior, retirando-se um segmento de tecido, ou através de sutura interna.

### Septo
Caso esteja desviado, obstruindo a respiração nasal, ou desviando o dorso ou a ponta do nariz, o septo nasal também é tratado durante uma rinoplastia. Pode-se retirar um segmento ou realizar incisões relaxantes, normalmente em seu lado côncavo do septo cartilaginoso.

## Rinoplastia não cirúrgica
A rinoplastia não cirúrgica é um procedimento médico no qual preenchimentos injetáveis, como colágeno ou ácido hialurônico, são usados com o objetivo de remodelar o nariz de uma pessoa sem cirurgia invasiva. O procedimento preenche depressões no nariz, elevando o ângulo da ponta ou suavizando saliências na ponte do nariz. Este procedimento não altera o tamanho do nariz, embora possa ser usado para corrigir alguns defeitos congênitos funcionais. A vantagem em relação à rinoplastia cirúrgica é que o tratamento é concluído em poucos minutos e os efeitos colaterais, como inchaço ou pequenos hematomas, são de curta duração.
Inicialmente desenvolvido no início do século 21, as primeiras tentativas usaram preenchimentos de tecidos moles biologicamente nocivos, como parafina e silicone. Após o ano 2000, os médicos aplicam técnicas minimamente invasivas com preenchimentos modernos.